# Randy Neugebauer
Randy Neugebauer, född 24 december 1949 i Saint Louis, Missouri, är en amerikansk republikansk politiker. Han representerade delstaten Texas nittonde distrikt i USA:s representanthus 2003–2017.
Neugebauer gick i skola i Coronado High School i Lubbock. Han utexaminerades 1972 från Texas Tech University. Han gick in i fastighetsbranschen och var verkställande direktör för företaget Lubbock Land innan han blev invald i kongressen.
Kongressledamot Larry Combest avgick 2003 och Neugebauer vann fyllnadsvalet för att efterträda Combest i representanthuset. Neugebauer är abortmotståndare och vill förbjuda internetpoker.